# Université de musique Tōhō Gakuen
Pour les articles homonymes, voir Tōhō.
L'université de musique Tōhō Gakuen (桐朋学園大学, Tōhō Gakuen Daigaku) est un conservatoire privé situé dans la ville de Chōfu, préfecture de Tokyo au Japon,.

## Historique
Le Tōhō Gakuen est créé en 1948 dans le quartier de Kudan (Tokyo) comme école de musique pour enfants. Deux ans plus tard ouvre l'école supérieure de musique Tōhō pour fournir une éducation musicale de qualité aux adolescentes. L'année 1955 voit la création de l'université junior et en 1961, le Junior College devient le département de musique du collège Tōhō Gakuen. Le College of Music est pionnier dans l'offre de diplômes de musique de niveau universitaire au Japon. En 1995, le Tōhō Academy Orchestra est créé à Toyama et en 1999 est fondée la Toho Gakuen Graduate School, qui propose des études de troisième cycle.
Les anciennes structures (salles de musique de type conventionnel en disposition cellulaire) ont été remplacées en 2014 par de nouveaux bâtiments conçus par l'agence d'architecture Nikken Sekkei. Les architectes ont recherché, pour les diverses salles de musique, l'échelle et les proportions exactes nécessaires à chaque instrument. De composition pavillonnaire et formant une sorte de "village musical", la plupart de ces salles sont situées à l'étage et sont articulées en volumes séparés par des espaces qui offrent non seulement une bonne isolation acoustique, mais permettent aussi des vues à travers le bâtiment et vers les espaces extérieurs. Ce concept structurel a permis de vitrer partiellement les salles de répétition pour créer, d'une salle à l'autre, une communication visuelle entre les artistes. La musique de chaque salle peut être entendue du corridor reliant ces volumes, mais par ailleurs, chaque salle est silencieuse.
Ce complexe a été récompensé en 2018 par le RIBA Award for International Excellence.  

## Études
Le Tōhō Gakuen propose des études allant des diplômes préparatoires jusqu'aux masters spécialisés dans tous les instruments de l'orchestre, ainsi que le piano, la composition, la direction d'orchestre et la musicologie.

## Membres du corps enseignants notables
- Seiji Ozawa, chef d'orchestre
- Kazuyoshi Akiyama, chef d'orchestre
- Minoru Nojima (en), pianiste (professeur-chercheur)
- Keiko Abe, marimba (professeur émérite)
- Takekuni Hirayoshi (en), compositeur
- Akio Yasuraoka, compositeur
- Hiroshi Wakasugi, chef d'orchestre[6].

## Élèves notables
- Seiji Ozawa, chef d'orchestre[7]
- Kazuyoshi Akiyama, chef d'orchestre[8],
- Tadaaki Otaka, chef d'orchestre[9].
- Minoru Nojima (en), pianiste
- Hiroko Nakamura (en), pianiste[10].
- Kyoko Edo (ja), pianiste
- Tōru Yasunaga (en), violoniste
- Koichiro Harada, membre fondateur du Tokyo String Quartet[11].
- Sadao Harada, membre fondateur du Tokyo String Quartet[11].
- Tamayo Ikeda (1971-), pianiste classique.
- Kazuhide Isomura, membre fondateur du Tokyo String Quartet[11].
- Yoshiko Nakura, membre fondateur du Tokyo String Quartet[11].
- Akiko Suwanai, violoniste[12].
- Nobuko Imai, altiste[13].
- Mayuko Kamio (en), violoniste[14].
- Megumi Kanda (en), principal tromboniste du orchestre symphonique de Milwaukee
- František Brikcius (en), violoncelliste[15]
- David Currie, chef d'orchestre[16].
- Kentarō Haneda, compositeur, arrangeur et pianiste
- Hong-Jae Kim (en), chef d'orchestre[17].
- Aimi Kobayashi, pianiste[18].
- KOKIA, chanteuse, compositrice[19].
- Yukie Nishimura, pianiste[20].
- Yoko Nozaki (en), pianiste[21].
- Eiji Oue, chef d'orchestre[22].
- Heiichirō Ōyama, altiste et chef d'orchestre
- Yoko Kawakubo, violoniste
- Hitomi Shimizu (en), compositeur
- Airi Suzuki, violoniste
- Yūji Takahashi, compositeur, arrangeur et pianiste[23].
- Yumeko Mochizuki, pianiste